# Chiesa di San Benedetto a Settimo
La chiesa di San Benedetto a Settimo è un edificio religioso situato a San Benedetto, frazione del comune di Cascina, nella provincia di Pisa. Si trova lungo la strada statale 67 Tosco-Romagnola.

## Storia
La chiesa fu attestata dall'anno 861, come scrive il Repetti: «Fu questa chiesa innanzi il mille di giuspatronato, almeno in parte, dei vescovi di Lucca, dai quali fu acquistato il giuspatronato sino dall'anno 861 contemporaneamente a quello che ebbero della chiesa di San Michele sul monte della Verruca, comecché coteste due chiese in quanto allo spirituale dipendessero dai vescovi di Pisa.».
Fu riedificata nel 1540 nella sede attuale con i fondi messi a disposizione dal convento della Santissima Annunziata potendo costruire una nuova struttura con chiesa, campanile a torre, convento e orto recintato con muraglia e data in uso ai Servi di Maria. Ristrutturazioni ottocentesche che comunque hanno conservato le pareti e i volumi cinquecenteschi caratterizzano esterni ed interni attuali. La parrocchia di San Benedetto a Settimo nel 1833 contava 658 abitanti.

## Descrizione

### Esterno
Frontalmente la chiesa è semplice. La struttura presenta delle finestre laterali; in precedenza, esistevano anche finestre in facciata, poi rimosse. Gli stipiti della porta laterale sono cinquecenteschi. Il campanile, pur essendo stato rialzato dopo la riedificazione cinquecentesca, ha un'altezza inferiore rispetto a quella tipica della zona.

### Interno
La chiesa presenta un'unica navata con pareti originarie del XVI secolo e sei cappelle laterali.

Il fonte battesimale della chiesa è stato costruito dagli scultori Stagi di Pietrasanta utilizzando parti di acquasantiere appartenenti ai secoli XV e XVI, e si trova dietro una cancellata semicircolare in ferro battuto. Quattro statuine sono fissate sulle pareti che originariamente facevano parte dell'ancòna d'altare del secolo XIV, con rilievi plastici di alabastro, collocata sull'altare maggiore. Disposti frontalmente si trovano i quattro Padri della Chiesa in atteggiamento benedicente, ognuno di essi rappresentato con attributi caratteristici della persona: Gregorio Magno con il triregno e la doppia croce astile; mitria e pastorale per sant'Ambrogio e sant'Agostino; un copricapo a falde larghe per san Girolamo.
Nella lunetta sotto l'arco della parete a nord si trova l'affresco Lo Sposalizio della Vergine di Giuliano di Giovanni De Castellani del 1541. L'affresco raffigura un rabbino intento a unire le mani di Maria e Giuseppe mentre due angeli sostengono un drappo con sotto una colomba; ai lati invece vi sono due musici e due ragazze affacciate alle finestre. Sopra al confessionale si trova invece la raffigurazione dell'Annunciazione, mentre l'affresco con la Madonna della Misericordia del 1541 è situato sulla lunetta della cappella a volta.
Dietro l'altare è la pala di Pier Francesco Foschi rappresentante San Pietro e San Filippo Benizi che calpesta il diavolo e due Angeli in volo. La tavola, inserita in una cornice in marmo, incornicia a sua volta l'icona trecentesca della Madonna del Piano, una Madonna in trono con Gesù, San Giovanni Battista, un altro Santo, e due Angeli. Delle colonnine che sostengono gli archetti trilobati dividono in cinque parti la predella; in ogni scomparto è raffigurato un santo e ai due lati si trovano Santa Caterina d'Alessandria e Santa Chiara. L'intera opera è originale fatta eccezione per il manto, in origine dipinto in azzurro di lapislazzuli e ridipinto nel XIX secolo con blu di Prussia; il trono è formato da tre parti (pedana, cassapanca e alto schienale), mentre Maria è posta frontalmente e sostiene il Bambino, vestito con una tunica e lo sguardo rivolto verso San Giovanni.
Sul postergale dell'altare della cappella divenuta recentemente cantoria, all'interno di un riquadro bianco e oro è visibile una tempera su tavola, la Madonna delle Ciliegie. L'opera rappresenta il Bambino in braccio alla Madonna intento a mangiare una ciliegia che simboleggia il dono della virtù offerto dal cielo. L'opera è di Francesco di Neri da Volterra, 1371. L'affresco del Cristo Risorto è posto sopra la porta laterale della chiesa, caratterizzata da stipiti tipici del 1500. L'opera raffigura Cristo a braccia aperte che stanno a indicare il trionfo della Resurrezione.
Sopra il confessionale un dipinto olio su tela di Ranieri Borghetti rappresenta l'Assunzione e i Santi Pietro e Paolo: 
L'opera è simmetrica: in basso su una nuvola scura sono dipinti san Pietro e san Paolo e al centro è posta Maria assunta in cielo mentre le fanno da contorno angeli e cherubini.
All'interno della chiesa si trovano anche alcuni documenti sacri: una pergamena del 1224, un turibolo del XIII secolo e un messale romano. È inoltre presente un organo.

#### Paliotto di alabastro

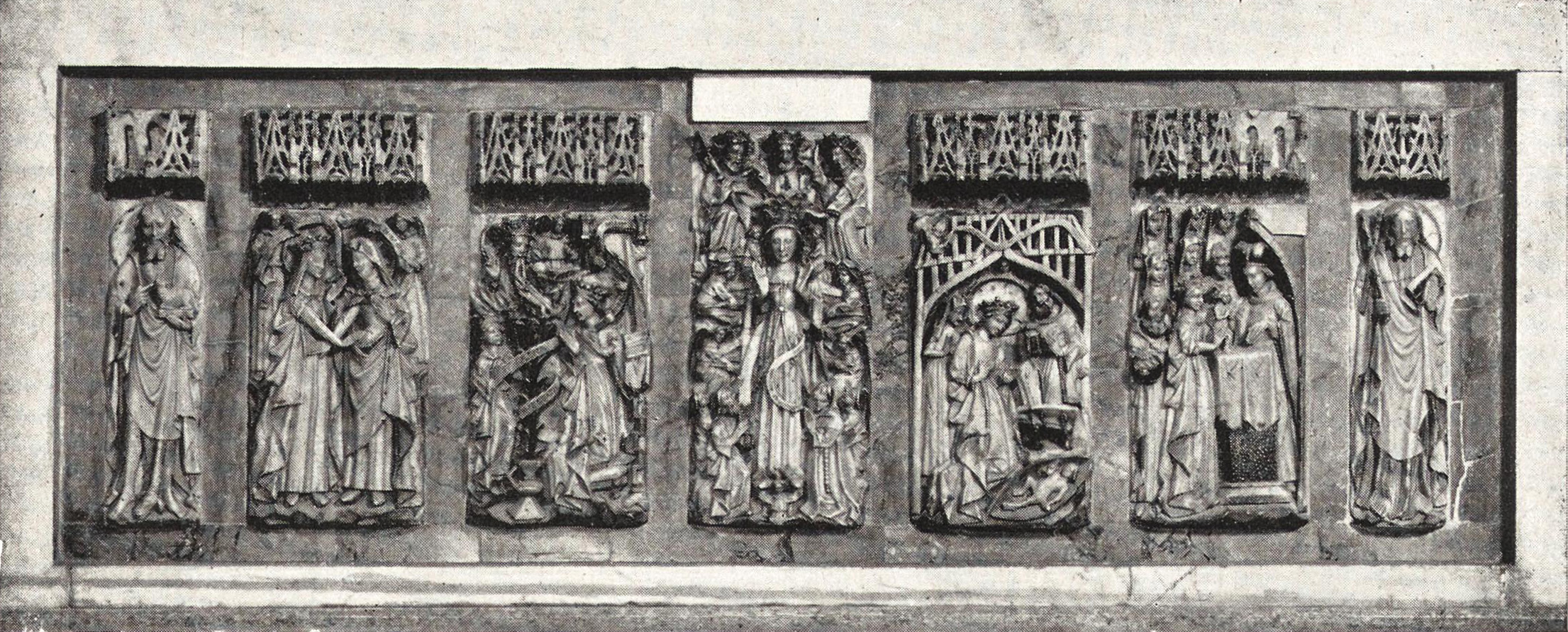
Il paliotto trecentesco

Un paliotto trecentesco in alabastro di origine inglese, proveniente da Nottingham, è presente sul fronte dell'altare maggiore. Il paliotto rappresenta i Misteri Gaudiosi del Rosario ed è composto da sette pannelli realizzati a bassorilievo. Alle due estremità sono raffigurati san Giovanni Battista, con in braccio un agnello e una pelle di cammello sulle spalle, e sant'Andrea, che regge una croce ad X. Il secondo pannello rappresenta la Visitazione che in realtà dovrebbe andare al terzo posto perché in ordine cronologico l'avvenimento che precede è l'Annunciazione che in questo caso è al terzo posto, dove la Vergine è posta in primo piano mentre viene incoronata dall'angelo. In alto un bambino nudo che fuoriesce dalla bocca di un vegliardo che simboleggia Dio Padre nell'atto di generare il Figlio. Il pannello centrale raffigura l'Assunzione di Maria, che costituisce il fulcro dell'opera: la donna è raffigurata mentre viene sollevata in cielo da un angelo ed intorno ha tre vegliardi con la corona che rappresentano la Trinità; quattro angeli sorreggono delle tavole che simboleggiano i quattro profeti che parlano della Vergine; segue poi la Natività dove la Vergine ha davanti il Bambino affiancato dal bue e dall'asino, seguito dalla Presentazione al Tempio.
In origine i bassorilievi erano posti all'interno di una cornice in pietra. La formella che era posta al centro aveva un doppio coronamento e vicini ad essa vi erano le statuette dei quattro dottori della Chiesa. Quando nel 1802 l'opera, che in origine era un ancòna d'altare, fu trasformata in paliotto, cornice, coronamenti ed edicolette andarono dispersi.
In alcuni pannelli sono presenti dei cartigli; i caratteri usati al loro interno sono maiuscole romane al posto delle minuscole gotiche tipiche delle opere più antiche di questo genere. Sono incise le seguenti parole «Magnificat anima mea Domine-Benedicta tu in mulieribus».